# Copa Davis 1936
La Copa Davis 1936 fue la 31.ª edición del torneo de tenis masculino más importante por naciones. La ronda final se celebró del 25 al 28 de julio de 1936. Gran Bretaña se proclamó como equipo ganador de la Copa, venciendo al equipo de Australia por 3 a 2.

## Partido de la Inter-Zona
|  |  |           |   |  | Final    |   |  |
|  |  |           |   |  |          |   |  |
|  |  |           |   |  |          |   |  |
|  |  |           |   |  |          |   |  |
|  |  |           |   |  |          |   |  |
|  |  |           |   |  |          |   |  |
|  |  |           |   |  |          |   |  |
|  |  |           |   |  | Alemania | 1 |  |
|  |  | Australia | 4 |  |          |   |  |
|  |  |           |   |  |          |   |  |
|  |  |           |   |  |          |   |  |
|  |  |           |   |  |          |   |  |
|  |  |           |   |  |          |   |  |
|  |  |           |   |  |          |   |  |
|  |  |           |   |  |          |   |  |

## Ronda Final
| | Gran Bretaña | 3                             | 2 | Australia |   |    |
| --- | ------------ | ----------------------------- | - | --------- | - | -- |
| Wimbledon, Londres, Inglaterra 25 al 28 de julio de 1936 |              |                               |   |           |   |    |
| \| 1 \| \| Bunny Austin \| 4 \| 6 \| 6 \| 6 \| \| 1 \| \| Jack Crawford \| 6 \| 3 \| 1 \| 1 \| \| 2 \| \| Fred Perry \| 6 \| 4 \| 7 \| 6 \| \| 2 \| \| Adrian Quist \| 1 \| 6 \| 5 \| 2 \| \| 3 \| \| Patrick Hughes-Raymond Tuckey \| 4 \| 6 \| 5 \| 8 \| \| 3 \| \| Jack Crawford-Adrian Quist \| 6 \| 2 \| 7 \| 10 \| \| 4 \| \| Bunny Austin \| 4 \| 6 \| 5 \| 2 \| \| 4 \| \| Adrian Quist \| 6 \| 3 \| 7 \| 6 \| \| 5 \| \| Fred Perry \| 6 \| 6 \| 6 \| \| \| 5 \| \| Jack Crawford \| 2 \| 3 \| 3 \| \| |              |                               |   |           |   |    |
| 1 |              | Bunny Austin                  | 4 | 6         | 6 | 6  |
| 1 |              | Jack Crawford                 | 6 | 3         | 1 | 1  |
| 2 |              | Fred Perry                    | 6 | 4         | 7 | 6  |
| 2 |              | Adrian Quist                  | 1 | 6         | 5 | 2  |
| 3 |              | Patrick Hughes-Raymond Tuckey | 4 | 6         | 5 | 8  |
| 3 |              | Jack Crawford-Adrian Quist    | 6 | 2         | 7 | 10 |
| 4 |              | Bunny Austin                  | 4 | 6         | 5 | 2  |
| 4 |              | Adrian Quist                  | 6 | 3         | 7 | 6  |
| 5 |              | Fred Perry                    | 6 | 6         | 6 |    |
| 5 |              | Jack Crawford                 | 2 | 3         | 3 |    |